# 阿尔达娜·科梅蒂
阿尔达娜·科梅蒂（西班牙語：Aldana Cometti；1996年3月3日—），阿根廷女子职业足球运动员，司职中后卫，目前效力于马德里足球俱乐部和阿根廷国家女子足球队。她曾代表阿根廷参加2023年国际足联女子世界杯和2024年美洲女子金杯等多场国际赛事。